# Čantoria
Čantoria je národní přírodní rezervace v obci Nýdek v okrese Frýdek-Místek ve Slezských Beskydech. Oblast spravuje AOPK ČR, regionální pracoviště Moravskoslezské.  

## Předmět ochrany
Důvodem ochrany je původní lesní geobiocenóza pralesovitého charakteru v oblasti Slezských Beskyd, v níž jsou zastoupena téměř všechna vývojová stadia s jednotlivými starými exempláři smrku, buku a jedle na kamenitých sutích s nevyvinutou půdou. Rezervace se nacházi vzdušnou čarou zhruba 700 metrů západně od vrcholu Velké Čantoryje (995 m n. m.).

## Vstup
Vstup do rezervace není zcela zakázaný, ale je omezený a povolený pouze v určených oblastech, které jsou specifikovány podle pravidel pro ochranu přírody. Cílem těchto opatření je zachovat cenné přírodní prostředí a biodiverzitu oblasti. Aktuální informace lze nalézt na webu Správy CHKO Beskydy nebo na webových stránkách, které se věnují ochraně přírody v této oblasti.